# صداع نصفي فالجي عائلي
الصداع النصفي الفالجي العائلي أو الشقيقة الفالجية (بالإنجليزية: Familial hemiplegic migraine)‏ هو أحد أنواع الصداع النصفي الذي سببه صفة وراثية سائدة ويصاحبه خزل شقي من الممكن أن يستمر ساعات أو أياما أو أسابيع.
ومن الأعراض التي من المحتمل ظهورها: رنح أو غيبوبة أو شلل.